# Требака
Треба́ка, трамбак, трембакул, трабакколо, требакула (от итал. trabaccolo) — парусное двухмачтовое грузовое, торговое или рыболовецкое судно, распространённое на Средиземноморье в начале XVII века.

## Описание судна

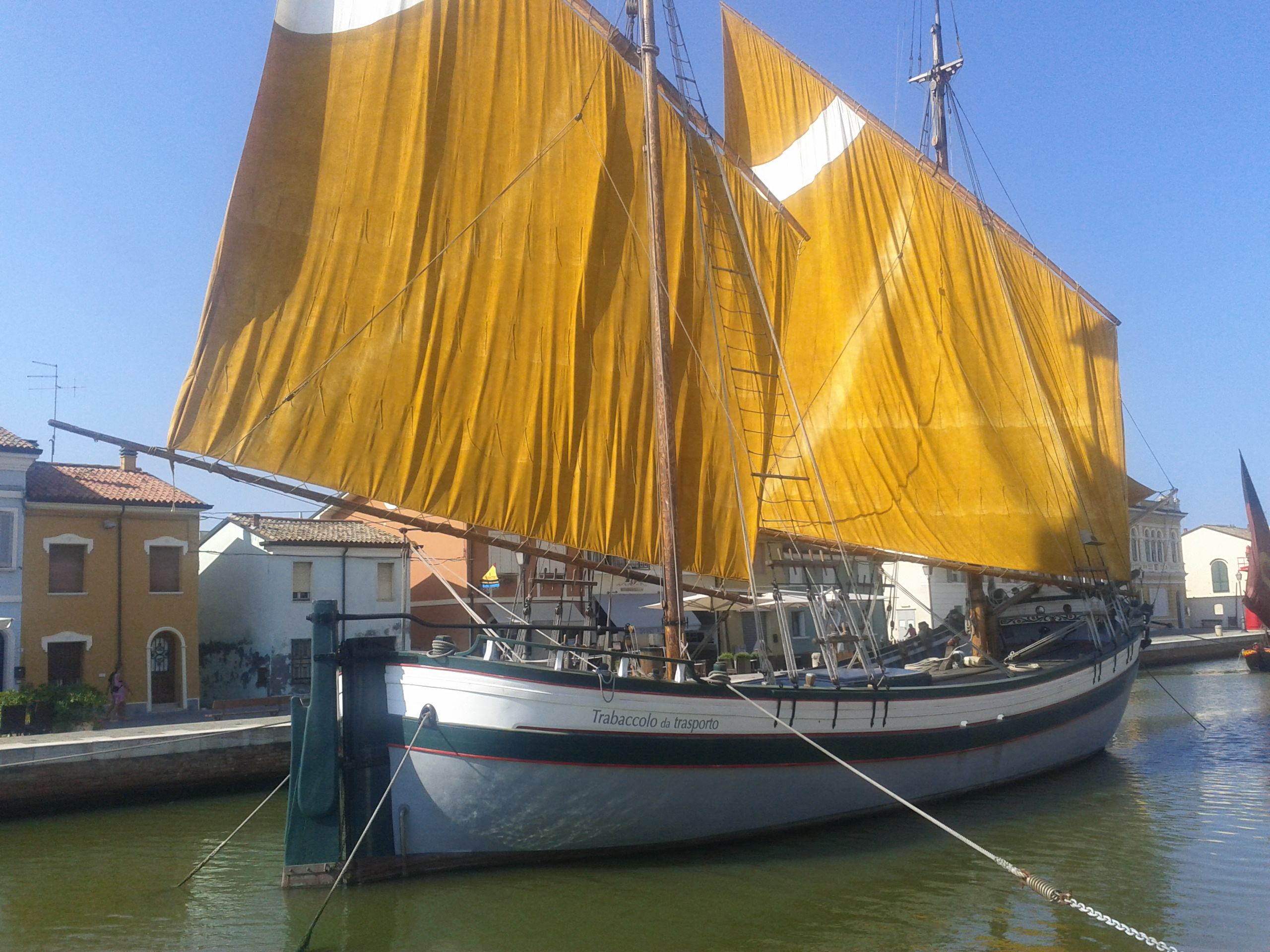
Грузовая требака в «Museo della Marineria» в Чезенатико, Италия.

Парусное деревянное двухмачтовое судно с полными обводами. Соотношение длины к ширине судна составляло примерно 3:1. Грузовые и торговые требаки имели длину от 20 до 30 метров, ширину около 6 метров и высоту борта около 2 метров, рыболовецкие отличались меньшими размерами, их длина составляла от 10 до 20 метров, ширина от 3 до 5 метров, а высота борта от метра до двух. Суда имели рейковое парусное вооружение, с 2 кливерами на выдвижном бушприте.
Грот-мачта располагалась вертикально в 5/19 длины палубы от кормы, а фок-мачта была слегка наклонена вперед и находилась от кормы в 15/19 длины палубы. Длина грот-мачты от киля до топа равнялась утроенной наибольшей ширине судна, а длина фок-мачты была на 1 фут 8 дюймов меньше.
Перебрасываемый и неперебрасываемый люгерные паруса отличались способом крепления. Фал при перебрасываемом парусе крепился на рее почти посередине — в 2/5 длины рея к носу, а галс гаком заводился за что-либо впереди мачты. При этом парус всегда находился на подветренной стороне мачты. При лавировке и переходе на другой галс для перевода паруса на подветренную сторону нижний конец рея обводился вокруг мачты, и галс снова гаком крепился на соответствующем обухе. Фал при неперебрасываемом люгерном парусе крепился на 1/4 — 1/3 длины рея от нижнего конца, а галс — на мачте или на палубе. Этот парус при лавировке не перебрасывался, в связи с чем периодически находился то на подветренной, то на наветренной сторонах мачты. Как и на большинстве средиземноморских судов, мачты на требаках были без штагов.
Вооружались требаки орудиями малого калибра.

## Использование судна

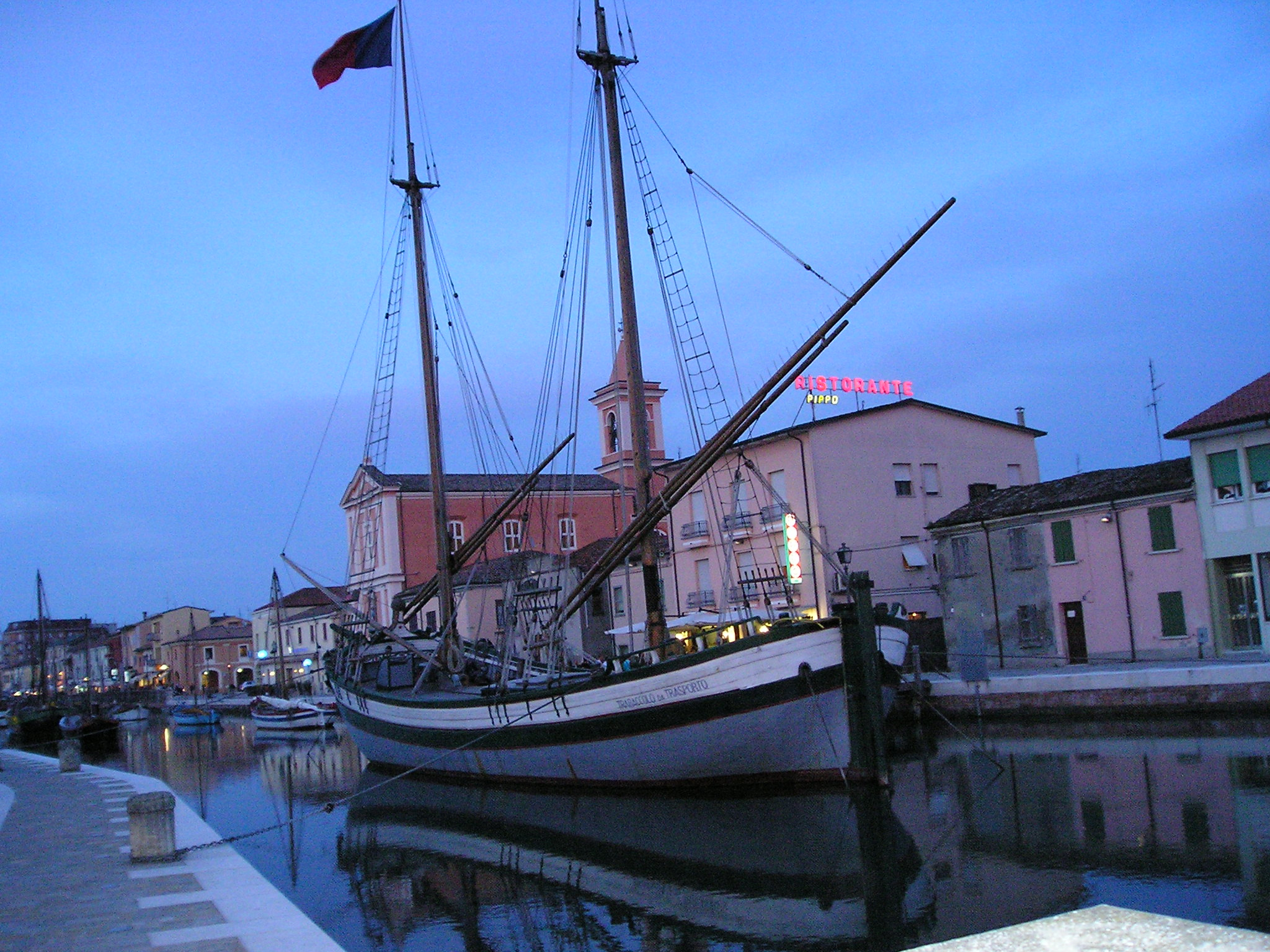
Современная грузовая требака в Италии

Использовались преимущественно для каботажного плавания в Средиземном, Чёрном и Азовском морях, наибольшее распространение получили на Адриатике. Повсеместно заслужили славу хороших прибрежных судов, способных выходить и в море. Своё происхождение данный тип судов берёт из Кьоджа.
В европейских флотах требаки нередко использовались для транспортировки войск и военных грузов. В российском флоте распространения не получили, так для нужд флота было построено только 5 требак. Строились эти требаки по образцам итальянских купеческих требак «Коло» и использовались в качестве посыльных, транспортных и лоц-судов. Трофейные требаки зачастую переоборудовались и входили в состав флота в качестве судов другого типа.
Отряд средиземноморских военных судов США к началу XIX века приобрел две требаки для последующего переоборудования их в бомбардирские суда.